# Сударчикова, Любовь Кузьминична
Любовь Кузьминична Сударчикова (18 апреля 1947 — 13 декабря 2006) — советская и российская артистка цирка, народная артистка России (2000), артистка Росгосцирка.

## Биография
Родилась 18 апреля 1947 года.
Вышла замуж за будущего партнёра по цирковой сцене Анатолия Александровича Сударчикова.
Занимались цирковым мастерством в народной цирковой студии. В 1969 году впервые вышли на профессиональный манеж с номером «Танц-иллюзия» (в коллективе «Поиск»). Этот номер представляет собой интересные иллюзионные трюки с мгновенной трансформацией шести костюмов. Артисты всё время находятся в танце и при этом успевают менять костюмы, создают яркое феерическое зрелище. Особенно эффектен трюк, когда осыпанные сверкающим дождем из блёсток партнеры меняют платье и фрак на глазах у зрителей.
Сударчиковы являются лауреатами Международного конкурса в Монте-Карло (1995, «Серебряный клоун»). С успехом проводили гастрольные туры во многих странах мира.
В последние годы работали на манеже Большого Московского цирка на проспекте Вернадского, Петербургского цирка на Фонтанке.
Любовь Кузьминична умерла в декабре 2006 года, похоронена на Богословском кладбище Санкт-Петербурга.
Воспитала сына Игоря, артиста цирка.

## Награды
- Народная артистка России (26.07.2000).
- Заслуженная артистка России (18.12.1993).
- Лауреат Международного конкурса в Монте-Карло (1995).